# Rajna–Marne-csatorna
A Rajna–Marne-csatorna 1838 és 1853 között épült, mely a csatornázott Ill folyón, a Rajnába vezető Ill–Rajna-csatorna torkolatánál 135,05 nullaponton kezdődik, 81 zsilippel 285,58 magasságban fekvő keleti tetővonalig emelkedik és innét kezdve 13 zsilipen át a Martincourt melletti német-francia határig 231,43-ra száll le, aztán a francia határon belül a Meurthe, Mosel, Maas és Ornain folyását átszelve Vitry-nél a Marne egyik mellékágába ömlik. A Rajna-Marne-csatornán a 19. század végén 200 tonnás hajók közlekedhettek.